# Williamson County (Illinois)
Williamson County is een county in de Amerikaanse staat Illinois.
De county heeft een landoppervlakte van 1.097 km² en telt 61.296 inwoners (volkstelling 2000). De hoofdplaats is Marion.